# Брище
Бри́ще — село в Україні, у Луцькому районі Волинської області. Входить до складу Луцької міської громади. Населення становить 366 осіб.

## Історія
У 1906 році колонія Торчинскої волості Луцького повіту Волинської губернії. Відстань від повітового міста 13 верст, від волості 22. Дворів 46, мешканців 294.
До 21 грудня 2016 року село підпорядковувалось Рокинівській селищній раді Луцького району Волинської області.
12 червня 2020 року, згідно з розпорядженням Кабінету Міністрів України  № 708-р, село увійшло до складу Луцької міської громади.

## Населення
Згідно з переписом УРСР 1989 року чисельність наявного населення села становила 335 осіб, з яких 149 чоловіків та 186 жінок.
За переписом населення України 2001 року в селі мешкало 366 осіб.

### Мова
Розподіл населення за рідною мовою за даними перепису 2001 року:
| Мова       | Відсоток |
| ---------- | -------- |
| українська | 98,36 %  |
| російська  | 1,64 %   |